# Quartodezimaner
Mit Quartodezimaner oder Quartodecimaner (von lateinisch quartodecimani, zu quarta decima „die Vierzehnte“, von griechisch tessareskaidekatitai mit der gleichen Bedeutung) wurden in der Alten Kirche Christen bezeichnet, die das Osterfest zur Erinnerung an den Todestag Jesu Christi unter Beachtung der Tradition des jüdischen Pessachfestes immer am 14. Nisan feierten.
Die Quartodezimaner (vorwiegend in Kleinasien und Syrien lebend) standen im Gegensatz zu den Protopaschisten (in Rom und Alexandria), wo das Osterfest immer an einem Sonntag gefeiert wurde, weil nach neutestamentlichem Zeugnis Jesus am ersten Tag der Woche auferstanden war. Bei der Kontroverse ging es nicht um das historische Todesdatum Jesu, worüber sich beide Parteien prinzipiell einig waren, sondern um die Frage, ob das christliche Osterfest eine kalendarisch feststehende bleibende Beziehung zum jüdischen Pessachfest haben sollte, die durch das Abendmahl Jesu begründet war.
Die Kontroverse kulminierte in der Praxis darin, dass sich Christen der einen Partei noch in der vorösterlichen Fastenzeit befanden, während die anderen bereits Ostern feierten.
Das Erste Konzil von Nicäa entschied im Jahr 325 den Konflikt gegen die Quartodezimaner und legte fest, dass Ostern jedenfalls an einem Sonntag nach dem Pessachfest, zudem nach Frühlingsbeginn zu feiern sei.

## Verbreitung
Die Quartodezimaner waren keine geschlossene Gruppe. Es war eine Bezeichnung für alle, die Karfreitag und Ostern nach dieser Datierung feierten.
Quartodezimaner waren in den ersten Jahrhunderten besonders in Palästina, Syrien und Kleinasien verbreitet, während in Rom und Alexandria die Sonntags-Datierung praktiziert wurde. Es sind keine weiteren durchgehenden Lehrunterschiede zwischen den beiden Gruppen bekannt und in den ersten Jahrhunderten lebten beide Gruppen gewöhnlich in voller Kirchengemeinschaft.
In Kleinasien gab es eine besondere Liturgie für den Todestag Christi und das Gedächtnis der Erlösung mit einer Agape und Eucharistiefeier, der die Lesung und Erklärung des Exodus (Ex 12 ) vorausging. In dieser zeitlichen Festlegung und liturgischen Form lebte wahrscheinlich die christliche Pessachfeier der Jerusalemer Urgemeinde weiter.

## Vertreter der Quartodezimaner
Einer der ersten bekannten Vertreter der Quartodezimaner war in der Mitte des zweiten Jahrhunderts Polycarp von Smyrna, der gemäß Irenäus von Lyon ein direkter Schüler des Apostels Johannes gewesen war.
Polykrates, Bischof von Ephesus, wurde zu Ende des zweiten Jahrhunderts als Führer der Quartodezimaner angesehen. In einem Brief an den Bischof Viktor von Rom schrieb Polykrates:

„Unverfälscht begehen wir den Tag; wir tun nichts dazu und nichts hinweg. Denn auch in Asien haben große Sterne ihre Ruhestätte gefunden, welche am Tage der Wiederkunft des Herrn auferstehen werden … Diese alle haben gemäß dem Evangelium das Pessachfest ab dem 14. Tage gefeiert; sie sind keine eigenen Wege gegangen, sondern der vom Glauben gewiesenen Richtung gefolgt.“

Polykrates bezog sich in seinem Brief unter anderem auf Melito von Sardes, einen der einflussreichsten Bischöfe in der Mitte des zweiten Jahrhunderts.
Im beginnenden 3. Jahrhundert überliefert die Didaskalia Apostolorum das eigentliche Datum: „Wie also der 14. des Passah fällt, so müsst ihr es beobachten.“
Von Tertullian gibt es Schriften, die aussagen, dass Irenäus von Lyon Quartodezimaner gewesen sei.
Eusebius erwähnt einen Brief von Irenäus an einen Blastus, der Führer der Quartodezimaner in Rom war, dazu einen Florinus in Rom, der Quartodezimaner gewesen sei.
Den Montanisten und Novatianern wurde vorgeworfen, Quartodezimaner zu sein.
Aufgrund eines Osterkalenders, den Patrick von Irland nach Irland mitgebracht haben soll, wird auch Patrick und mit ihm die Iroschottische Kirche von einigen Autoren als Quartodezimaner gesehen.
Im 6. Jahrhundert waren die Quartodezimaner verschwunden.

## Konflikte
In der Mitte des zweiten Jahrhunderts kam Polycarp von Smyrna († ca. 155) nach Rom, um mit Anicetus, dem Bischof von Rom (154–166), eine Einigung zu suchen. Sie konnten sich nicht einigen, akzeptierten jedoch beide den Standpunkt des anderen und nahmen das Abendmahl gemeinsam ein. Berichtet wird das in einem Brief von Irenäus von Lyon, den Eusebius in seiner Kirchengeschichte zitiert.
Um 170 kam es zu einem weiteren Konflikt mit dem Zentrum Laodicea, in dem Melito von Sardes eine Rolle spielte. Darüber wird in zwei Fragmenten von Apollinaris von Hierapolis berichtet, die im Chronicon Paschale erhalten sind. Apollinaris schildert die quartodezimale Praxis als einen chronologischen und exegetischen Fehler, aber nicht als Häresie.
Viktor I. von Rom (189–199) exkommunizierte Polykrates von Ephesus wegen der Differenz in der Osterdatierung. Polykrates von Ephesus protestierte im Namen einer asiatischen Synode und führte eine Liste von Autoritäten für seine Sichtweise an. Irenäus von Lyon und viele Bischöfe von Asien (ob Quartodezimaner oder nicht) traten energisch gegen diese Exkommunikation auf, worauf Viktor sie zurückzog.
Das erste Konzil von Nicäa im Jahre 325 legte das Osterdatum nach der Sonntagsregel fest und verwarf so die Praxis der Quartodezimaner. In den Konzilien von Antiochia (341), Laodicea (364) und Konstantinopel (381) wurden sie dementsprechend als Häretiker bezeichnet und gebannt.

## Historischer Hintergrund
Neben dem Sonntag als dem ersten und wöchentlichen Gedächtnistag der Auferstehung Jesu hat es schon sehr früh auch eine Jahresgedächtnisfeier des Todes Jesu gegeben. Paulus lässt in 1 Kor 5,7f.  keinen Zweifel daran, dass im damaligen Bewusstsein der Christen das jüdische Pessachfest einen neuen Sinn bekommen hat. Seine Ausführungen lassen erkennen, dass schon die apostolischen Gemeinden es in neuer Sinnfüllung begingen. Für diese Vermutung gibt neben mehreren literarischen Zeugnissen des 2. Jahrhunderts der Osterfeststreit in der zweiten Hälfte des 2. Jahrhunderts eine Bestätigung.
Was den Festinhalt betrifft, so bedeutete Ostern eine neue Sinngebung des urchristlichen Pessach. Während bei den Quartodezimanern stellvertretendes Fasten für die Juden und die Erwartung der Parusie im Mittelpunkt ihres Festes standen, galt das Ostern der römischen Kirche dem Gedächtnis der Auferstehung.